# 皮耶罗·切卡里尼
皮耶罗·切卡里尼（義大利語：Piero Ceccarini，1953年10月20日—）是一名已经退休的意大利足球裁判。

## 裁判生涯
切卡里尼在1989年开始执法意甲，并在1992年开始执法国际比赛。由于欧洲足联的认可，他担任了1994–95年歐洲盃賽冠軍盃决赛阿森纳对阵萨拉戈萨的主裁判。1996年，他执法了欧锦赛西班牙对阵保加利亚的比赛。1997年，担任当年欧洲超级杯多特蒙德足球俱乐部对阵巴塞罗那的比赛的主裁判。